# 블라이스관박쥐
블라이스관박쥐(Rhinolophus lepidus)는 관박쥐과에 속하는 박쥐의 일종이다. 아프가니스탄과 중국, 인도, 인도네시아, 말레이시아, 미얀마, 네팔, 파키스탄, 태국, 베트남에서 발견된다.